# Aartsbisdom Santa Fe de la Vera Cruz

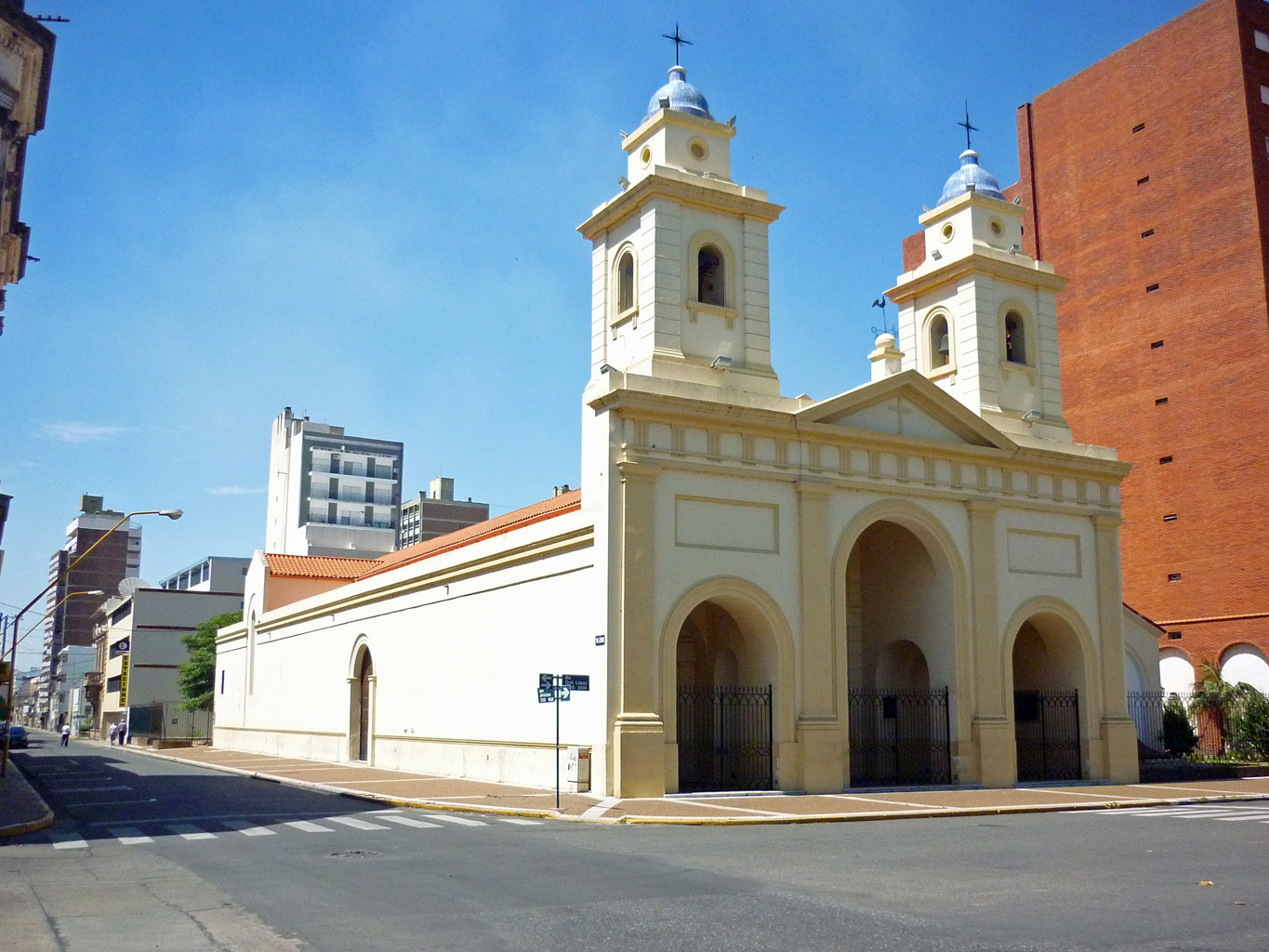
De kathedraal van Santa Fe

Het aartsbisdom (rood) binnen de kerkprovincie Santa Fe de la Vera Cruz (roze)

Het aartsbisdom Santa Fe de la Vera Cruz (Latijn: Archidioecesis Sanctae Fidei Verae Crucis) is een rooms-katholiek aartsbisdom met als zetel Santa Fe in Argentinië.  
In 1897 werd het bisdom Santa Fe opgericht. In 1934 werd het verheven tot aartsbisdom. In 1992 kreeg het zijn huidige naam om verwarring met het aartsbisdom Santa Fe in de Verenigde Staten te vermijden.
De kerkprovincie Santa Fe de la Vera Cruz bestaat verder uit twee suffragane bisdommen:
- Rafaela
- Reconquista

In 2020 telde het aartsbisdom 93 parochies. Het aartsbisdom heeft een oppervlakte van 30.701 km2 en telde in 2020 916.000 inwoners waarvan 79,6% rooms-katholiek was. 

## Aartsbisschoppen
- Nicolás Fasolino (1934-1969)
- Vicente Faustino Zazpe (1969-1984)
- Edgardo Gabriel Storni (1984-2002)
- José María Arancedo (2003-2018)
- Sergio Alfredo Fenoy (2018-)

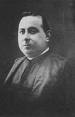
Nicolás Fasolino
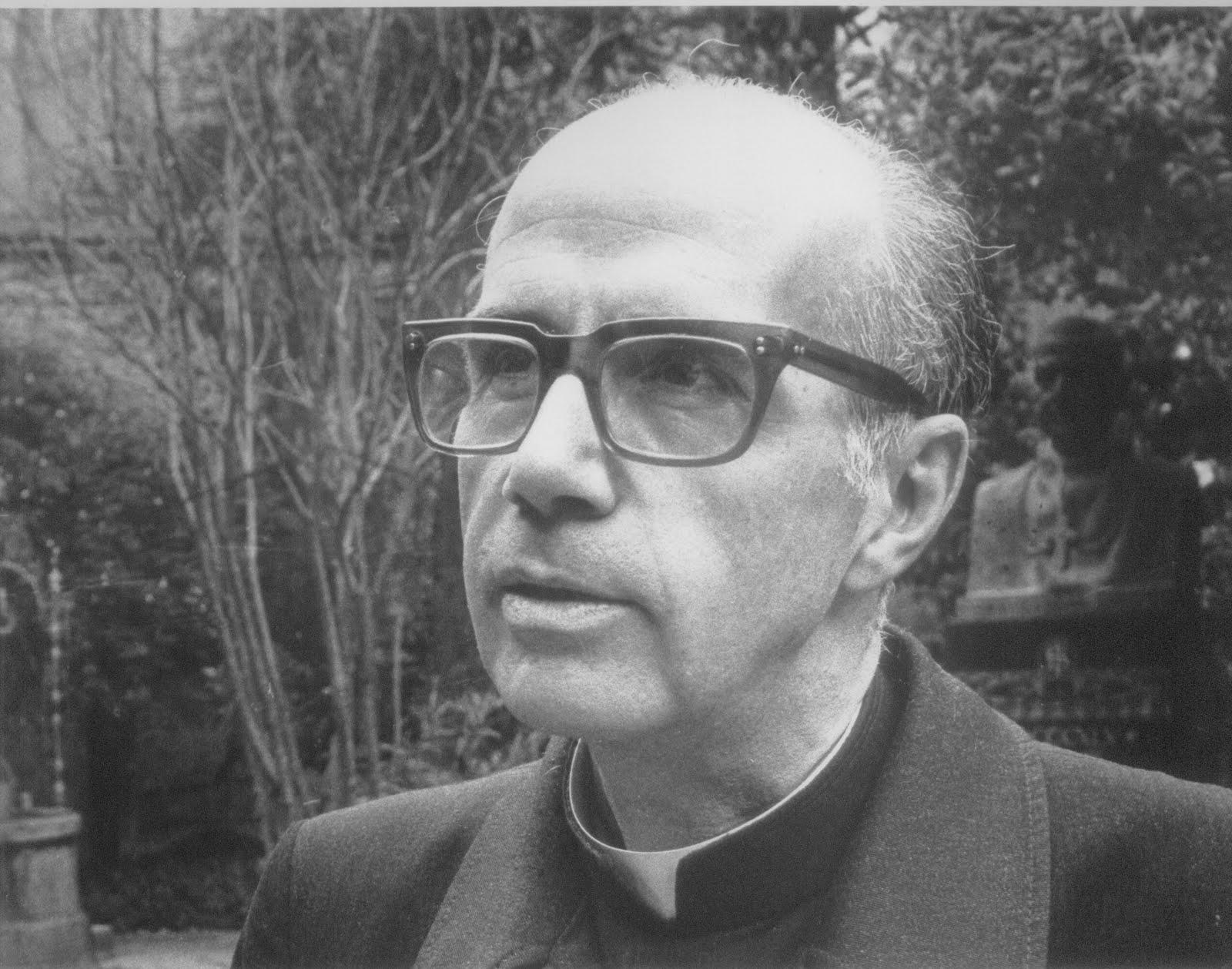
Vicente Faustino Zazpe
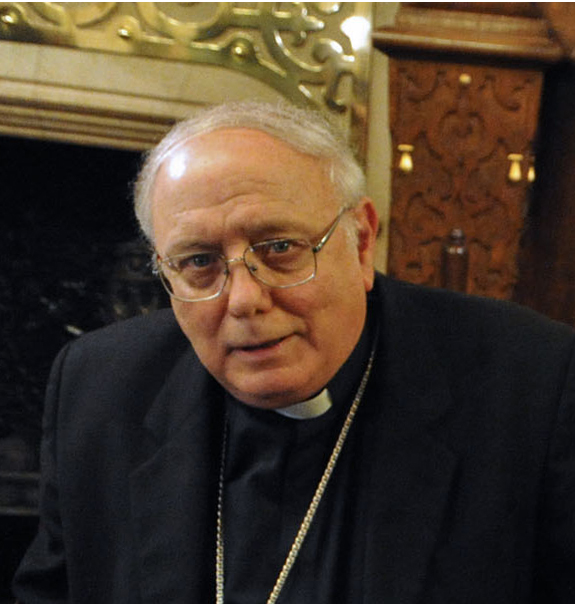
José María Arancedo

Santa Fe de la Vera Cruz (aartsbisdom) · Rafaela · Reconquista